# 세상의 모든 법칙
《세상의 모든 법칙》은 월요일 ~ 화요일 밤 12시 25분부터 밤 12시 30분까지 EBS 1TV에서 방송된 교양 프로그램이다.

## 방송 시간
| 방송 채널 | 방송 기간                         | 방송 시간                                             |
| --------- | --------------------------------- | ----------------------------------------------------- |
| EBS 1TV   | 2016년 3월 5일 ~ 2016년 8월 6일   | 매주 토요일 저녁 5시 35분 ~ 저녁 5시 45분(10분)       |
| EBS 1TV   | 2016년 8월 29일 ~ 2017년 2월 23일 | 매주 월요일 ~ 목요일 밤 12시 5분 ~ 밤 12시 10분(5분)  |
| EBS 1TV   | 2017년 2월 27일 ~ 2017년 8월 22일 | 매주 월요일 ~ 화요일 밤 12시 25분 ~ 밤 12시 30분(5분) |

## 내레이션과 캐릭터
- 정성호 (희극인) (에디터 봉(이봉숙) 목소리) 와 고양이앨리스

## 결방 사유
2016년
- 9월 15일 : 추석 특선 영화 필러3 관계로 4일 연기 되었다.